# 田湾彝族乡
田湾彝族乡，是中华人民共和国四川省雅安市石棉县曾经下辖的一个民族乡。2019年12月，撤销挖角彝族藏族乡和田湾彝族乡，设立王岗坪彝族藏族乡，以原挖角彝族藏族乡和原田湾彝族乡所属行政区域为王岗坪彝族藏族乡行政区域。

## 行政区划
田湾彝族乡撤销前下辖以下地区：
爱国村、幸福村、光华村、大发村、新华村和跃进村。